# Герб Квинсленда
Герб Кви́нсленда является старейшим в Австралии. Впервые был одобрен королевой Викторией в 1893 году.

## История
Разработка герба началась в 1892-м и продолжалась в течение года. К концу 1893-го над щитом между двумя стеблями сахарного тростника был установлен мальтийский крест, пронзённый короной. Девиз Audax at Fidelis переводится как "Смелый, но верный" (это девиз штата Квинсленд).
В 1902 году геральдическое изображение британской императорской короны было стандартизировано для (символической) короны Тюдоров. После 1953 года оно было переключено на изображение фактической короны Святого Эдуарда.
Последнее на данный момент дополнение к гербу было произведено в 1977 году, во время Серебряного юбилея королевы Елизаветы II: были добавлены животные-щитодержатели. Благородный олень, классическое геральдическое животное, представляющее старый мир, и австралийский журавль, символизирующий коренные народы.

## Промышленная символика
Символы на щите представляют наиболее богатые отрасли промышленности Квинсленда. Истоки зерновой её отрасли уходят в 1788 год, когда, по инициативе губернатора Филиппа, на фермах работали осуждённые, привезённые из Англии. В период до 1795 года зерновая отрасль постепенно завоёвывала популярность и к концу XIX-го века стала сильной ветвью сельскохозяйственной промышленности Австралии. Сахарная промышленность была основана в 1868 году в Маккае, через четыре года после открытия первого коммерческого сахарного завода в Кливленде, к югу от Брисбена.  Законодательство о сахаре и кофе было введено парламентом Австралии позднее в том же году, поскольку индустрия быстро распространилась, и с созданием Центральной производственной компании сахарного завода, десять лет спустя, в 1878 году, сахарная промышленность достигла своего колониального пика.